# Ranko Popović
Ranko Popović (ur. 26 czerwca 1967) – serbski piłkarz występujący na pozycji obrońcy.

## Kariera klubowa
Od 1988 do 2001 roku występował w klubach Partizan, Leotar Trebinje, Spartak Subotica, Ethnikos Pireus, UD Almería i Sturm Graz.

## Kariera trenerska
Po zakończeniu piłkarskiej kariery pracował jako trener w Spartak Zlatibor Voda, Oita Trinita, FC Machida Zelvia, FC Tokyo, Cerezo Osaka, Real Saragossa, Buriram United i Pune City.